# Propstei Abbetesrode
Koordinaten: 51° 12′ 38″ N, 9° 56′ 11″ O
Die Propstei Abbetesrode war ein um 1077 als Tochterkloster der Abtei Fulda gegründetes Benediktinerkloster im heutigen Dorf Abterode, Verwaltungssitz der Gemeinde Meißner im nordhessischen Werra-Meißner-Kreis. Die Geschichte des Konvents, und insbesondere die Dauer seines Bestehens, ist anhand der bisher bekannten Quellenlage weitgehend ungeklärt.

## Geschichte

### Propstei
Abt Ruthard von Fulda gründete um 1077 im östlichen Vorland des Hohen Meißners die kleine, dem Heiligen Vinzenz von Valencia geweihte Benediktiner-Propstei Abbetesrode, um die sich dann eine kleine Siedlung bildete. Die Propstei verfügte zwar über beträchtlichen Landbesitz aus dem fuldischen Besitz im weiteren Umfeld der Ortschaft, erfreute sich aber offenbar keiner langen Blütezeit. Die von den Fuldaer Äbten als Vögte eingesetzten Grafen von Bilstein bedrängten das Kloster mehr, als dass sie es schützten, und insbesondere die Gründung des nur vier Kilometer entfernten Prämonstratenser-Doppelklosters Germerode 1144/45 durch Graf Rugger II. als Hauskloster der Bilsteiner wirkte sich nachteilig aus. Der Konvent in Abettesrode verlor seine Bedeutung, wurde daher schließlich aufgelöst – das Datum ist bisher nicht bekannt – und dann 1544 mit der Ortspfarrei von Abterode verbunden. Die Propstei blieb als reichlich begüterte Pfründe bestehen, deren Inhaber häufig auch andere kirchliche Ämter und Benefizien innehatten.
Ob der Konvent als solcher im Jahre 1421 noch bestand, ist unklar; in diesem Jahre stifteten der Propst, ein Herr von Bischofferode, und sein Bruder Johannes, Kastellan auf der Burg Spangenberg, eine Vikarie am Altar Johannes des Täufers, behielten sich dazu aber das Präsentationsrecht vor.

### Reformation
Mit der Einführung der Reformation in der Landgrafschaft Hessen wurde das Dorf Abterode 1527 protestantisch. Die Propstei selbst folgte jedoch erst 1544, als der Fürstabt von Fulda, Philipp Schenk zu Schweinsberg, seinen Vetter Rudolf Schenk zu Schweinsberg, landgräflicher Rat und Landvogt an der Werra, mit ihr belehnte und dieser sie, mit dem Einverständnis des Abtes und des hessischen Landgrafen Philipp, in eine Pfarrei und Schule umwandelte und die Propstei mit der Ortspfarrei vereinigte. Bis zu diesem Zeitpunkt war die Ortspfarrei nur eine Vikarie des von der Abtei Fulda mit den Einkünften der ehemaligen Propstei belehnten Grundherrn. Als solcher verfügte Rudolf Schenk zu Schweinsberg 1544 auch, dass der Propst und Pfarrer das gesamte Propsteieinkommen beziehen sollte, davon aber jährlich 20 Viertel Roggen an das Cyriakusstift in Eschwege zu liefern hatte.
Erster protestantischer Pfarrer wurde Burkard Waldis (1490–1556), der sich 1544 als Verwalter der Propstei und Pfarrei und 1545 als „Propst und Pfarherr zu Abterode“ bezeichnete und der auch als Dichter literarische Bedeutung erlangte. Auch die auf ihn folgenden Pfarrer bezeichneten sich noch bis zum Siebenjährigen Krieg als „Pröpste“.

### Kirche und Propsteigebäude
Die Kirche des Konvents war eine dreischiffige Säulenbasilika zu sechs Arkaden mit rechteckigem, walmbedachtem Turm. Sie war dem Heiligen Bonifatius geweiht und wurde nach dem Ende des Konvents bis in die zweite Hälfte des 19. Jahrhunderts als Pfarrkirche des Dorfs genutzt. Sie war die älteste romanische Kirche im Meißnervorland, aber das Kasseler Konsistorium verfügte dann wegen irreparabler Schäden ihren Abbruch und einen Neubau. Sie wurde 1867 abgebrochen und von 1867 bis 1868 durch die heutige Abteroder Dorfkirche ersetzt. Ein Modell der einstigen Klosterkirche befindet sich im Seitenschiff der heutigen Kirche.
Die anderen Gebäude der ehemaligen Propstei befanden sich im Osten des Dorfs im noch heute „Alter Hof“ genannten Bereich, wo sich auch der Friedhof des Orts befindet. Bei der Säkularisation wurde dieses Gebiet den Bergleuten des Kupferbergwerks Grube Gustav in Erbpacht gegeben und wird seitdem die „Bergfreiheit“ genannt.

## Totenkirche
Das Dorf hatte ab dem 14. Jahrhundert eine zweite Kirche, unweit östlich außerhalb des Dorfs auf einer Anhöhe nördlich des Bärensteins gelegen, die die eigentliche Pfarrkirche des Dorfs war. Dieser einschiffige Bau wurde nach der Auflösung des Konvents, als dessen Kirche zur Dorfkirche wurde, weiterhin für Leichenpredigten – daher auch „Totenkirche“ genannt – und im Sommer auch noch zu gewöhnlichen Gottesdiensten gebraucht. Ihr Inneres wurde 1809 von einer Räuberbande verwüstet und ausgeplündert, und die Kirche wurde danach vernachlässigt und dem Verfall preisgegeben. Die denkmalgeschützte Ruine dieser ehemaligen Kirche steht noch heute.